# Bachert (Feuerwehrgerätefabrik)

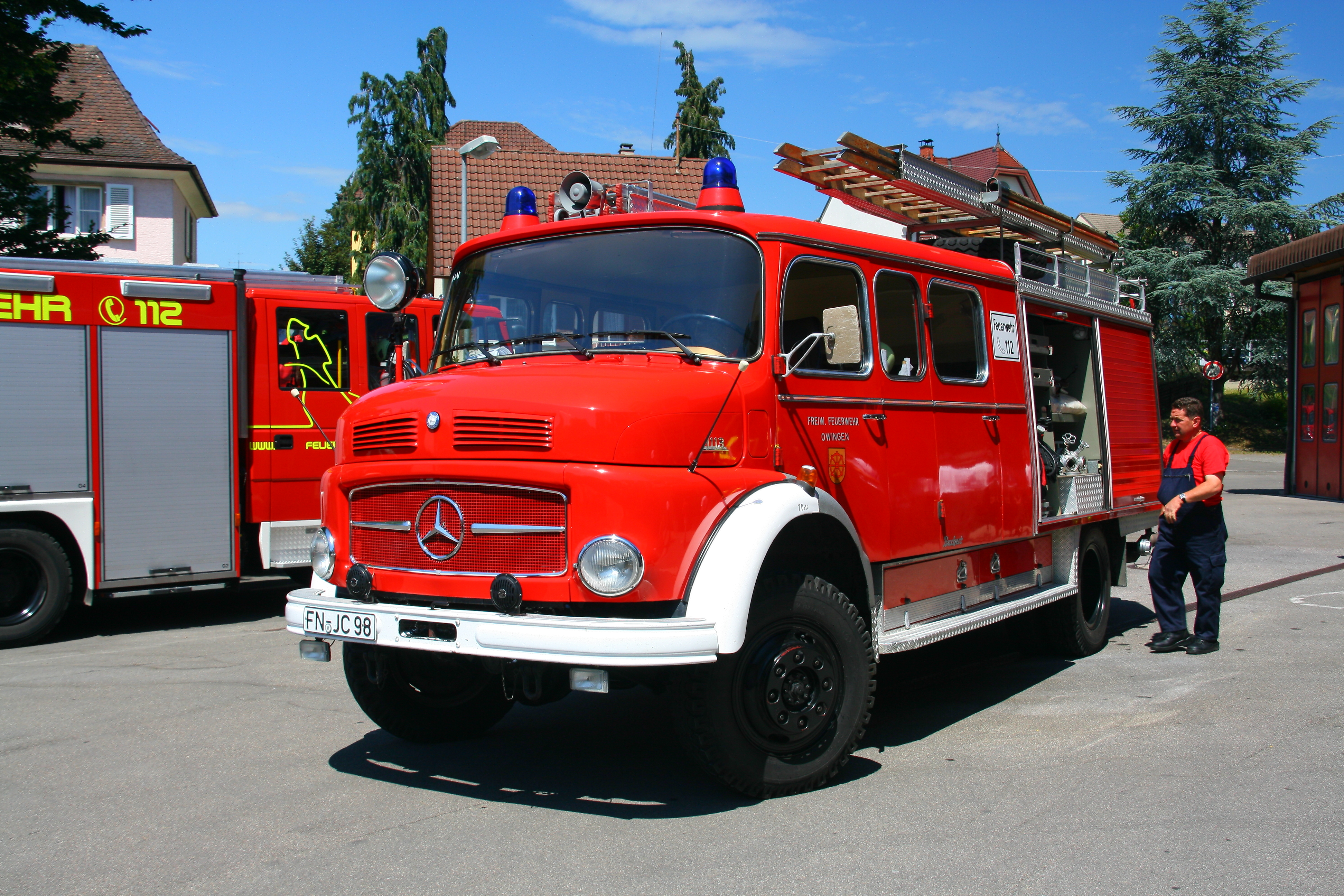
Löschgruppenfahrzeug von Bachert

Gebrüder Bachert hieß eine Bad Friedrichshaller Glockengießerei und Feuerwehrgerätefabrik, die im Jahr 1987 in Konkurs ging. Die Ursprünge des Unternehmens liegen in der im 18. Jahrhundert gegründeten Glockengießerei Bachert, die von jeher auch Feuerwehrgeräte produziert hat. Ab 1951 wurden im Bad Friedrichshaller Stadtteil Kochendorf komplette Löschfahrzeuge hergestellt. Gebrüder Bachert galt als die älteste Fabrik für Feuerwehrgeräte in Deutschland und genoss sowohl für die Feuerwehrgeräte als auch für den Glockenguss Weltruf.

## Geschichte
Die Geschichte des Unternehmens ist eng mit der Glockengießerei Bachert verbunden, die bereits im 18. Jahrhundert auch Feuerwehrgeräte herstellte. 1823 wurde von Adam Bachert aus Dallau eine eigene Gießerei in Kochendorf gegründet, das heute ein Stadtteil von Bad Friedrichshall ist. Die Glockengießerei wurde zeitweise an mehreren Standorten von verschiedenen Angehörigen der Familie Bachert betrieben, u. a. auch in Karlsruhe, wo ab 1904 außer der Gießerei von Karl und Alfred Bachert eine selbständige Feuerwehrgerätefabrik gegründet wurde. Die Brüder übernahmen wenig später die Heidelberger Feuerwehrgerätefabrik von Carl Metz; man führte den Namen Metz fort und verlegte den Unternehmenssitz nach Karlsruhe. Die Fabrik in Kochendorf wurde unterdessen von Albert Bachert geführt.
Während die Karlsruher Fabrik bereits im Jahr 1953 von Kaelble übernommen wurde, erlebte die nach dem Zweiten Weltkrieg wiederaufgebaute Bad Friedrichshaller Fabrik unter der Leitung von Albert Bacherts Sohn Eugen Bachert (1905–1993) ab 1951 eine Blüte, als man dort außer Leitern und Spritzen auch erstmals komplette Löschfahrzeuge produzierte. Später war ihr Hauptgeschäftszweig die Herstellung von genormten Feuerwehrfahrzeugen, Sonderlöschfahrzeugen und Feuerlösch-Kreiselpumpen. In den 1980er Jahren baute man in Zusammenarbeit mit dem VEB Feuerlöschgerätewerk Luckenwalde Drehleitern.
Gegen Mitte der 1980er Jahre geriet das Unternehmen wirtschaftlich in Schieflage. Im Frühjahr 1986 übernahm ein Mitarbeiter der Unternehmensberatung Kienbaum die Geschäftsführung; zu Beginn des Jahres 1987 übernahm Gerhard Kienbaum selbst die Mehrheit. Im Juni 1987 meldete das Unternehmen Konkurs an. Die Feuerwehrgerätefabrik in Kochendorf wurde von der GFT – Geisselmann Feuerwehr Technik GmbH fortgeführt, einer Neugründung eines Zulieferers. Zeitweilig war der britische Feuerwehrgerätebauer Carmichael Fire Ltd. Hauptgesellschafter von GFT. Im Jahr 1998 wurde das Unternehmen endgültig geschlossen. Die zuvor an verschiedenen Standorten betriebene Glockengießerei wurde bis 2003 nach und nach am Standort Karlsruhe zusammengeführt. Das Werksareal in Bad Friedrichshall ist inzwischen zu anderer Nutzung überbaut. Seit 2008 nutzt die Kirchgässner Elektrotechnik GmbH in Binau die Marke Bachert.